# Eleonore von Lobkowicz

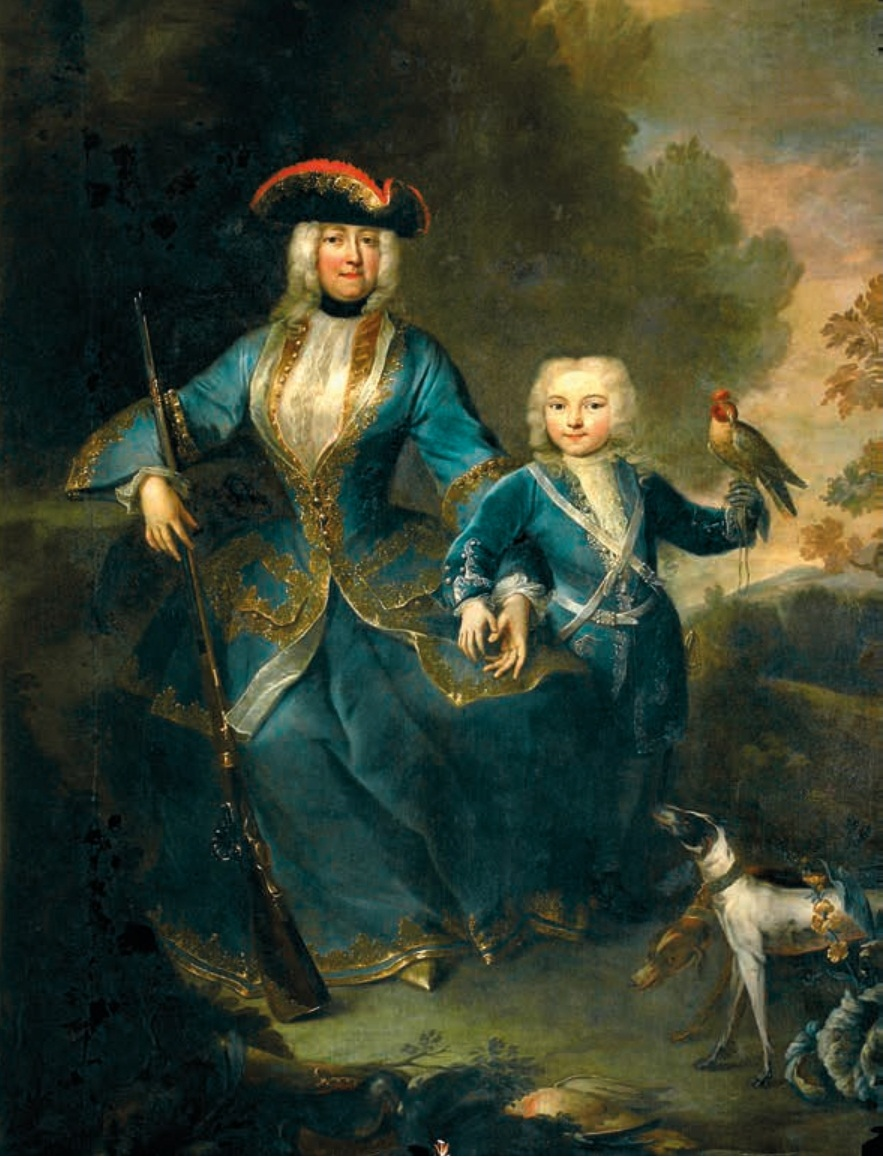
Eleonore con suo figlio, Joseph.

Principessa Eleonore Elisabeth Amalia Magdalena von Schwarzenberg, nata von Lobkowicz (Mělník, 20 giugno 1682 – Palazzo Schwarzenberg, 5 maggio 1741), fu un membro del Casato di Lobkowicz e fu, per matrimonio, principessa di Schwarzenberg.

## Biografia
Eleonore era la figlia del Principe Ferdinand August von Lobkowicz (1655–1715), il Duca di Sagan, e della sua seconda moglie, la Margravina Maria Anna Guglielmina di Baden-Baden (1655–1701), figlia di Guglielmo, Margravio di Baden-Baden. 
Il 6 dicembre 1701 la Principessa Eleonore sposò l'Hofmarschall austriaco, principe ereditario (ed in seguito principe) Adamo Francesco Carlo di Schwarzenberg. Eleonore era considerata una donna colta, ed il facoltoso e culturale stile di vita di  Eleonore e suo marito era spesso ostentato a corte.
Suo marito morì dopo 31 anni di matrimonio in un incidente di caccia su un terreno imperiale nei pressi di Brandýs nad Labem-Stará Boleslav, oggi nella Repubblica Ceca. L'Imperatore Carlo VI sparò il colpo mortale, ed egli si trovò sulla traiettoria. In seguito, l'imperatore portò il figlio di Eleonore alla sua corte a Vienna, e lei fu indennizzata con un sostentamento baronale di 5000 gulden.
La Principessa Eleonore morì il 5 maggio 1741 nel Palazzo Schwarzenberg a Vienna. Franz von Gerstoff, il medico dell'Imperatore, chiese l'autopsia che alla fine diagnosticò una neoplasia della cervice uterina come causa della morte.
Nel 2007, il documentario austriaco La Principessa Vampiro reperì prove che suggerivano che ella fu accusata di essere un vampiro dopo la sua morte. La sua apparente sepoltura seguiva i riti di sepoltura del tempo dei vampiri, e una lastra di pietra era posta sopra la sua bara per impedirle di uscire.

## Discendenza
Eleonore ed Adamo ebbero due figli:
- Maria Anna di Schwarzenberg (1706–55), sposò Luigi Giorgio, Margravio di Baden-Baden (m. 1721).
- Giuseppe I Adamo di Schwarzenberg (1722–82), sposò la Principessa Maria Teresa del Liechtenstein (m. 1741).

## Albero genealogico
|                                                           |                                  |                                     | Genitori                                      |  |  | Nonni |  |  | Bisnonni                                               |  |  | Trisnonni                                                   |  |
|                                                           |                                  |                                     |                                               |  |  |       |  |  | Zdenek Adalbert von Lobkowicz, I principe di Lobkowicz |  |  | Ladislav II Popel von Lobkowicz, barone Popel von Lobkowicz |  |
|                                                           |                                  |                                     |                                               |  |  |       |  |  | Zdenek Adalbert von Lobkowicz, I principe di Lobkowicz |  |  | Ladislav II Popel von Lobkowicz, barone Popel von Lobkowicz |  |
|                                                           |                                  | Johana Berka z Dubé e Lipa          |                                               |  |  |       |  |  | Zdenek Adalbert von Lobkowicz, I principe di Lobkowicz |  |  |                                                             |  |
| Wenzel Eusebius von Lobkowicz, II principe di Lobkowicz   |                                  |                                     |                                               |  |  |       |  |  | Zdenek Adalbert von Lobkowicz, I principe di Lobkowicz |  |  |                                                             |  |
|                                                           |                                  | Polyxena von Pernstein              | Wratislaw von Pernstein, signore di Pernstein |  |  |       |  |  |                                                        |  |  |                                                             |  |
|                                                           |                                  | Polyxena von Pernstein              | Wratislaw von Pernstein, signore di Pernstein |  |  |       |  |  |                                                        |  |  |                                                             |  |
|                                                           |                                  | Polyxena von Pernstein              | Maria de Mendoza                              |  |  |       |  |  |                                                        |  |  |                                                             |  |
| Ferdinand August von Lobkowicz, III principe di Lobkowicz |                                  | Polyxena von Pernstein              |                                               |  |  |       |  |  |                                                        |  |  |                                                             |  |
|                                                           |                                  | Augusto del Palatinato-Sulzbach     | Filippo Luigi del Palatinato-Neuburg          |  |  |       |  |  |                                                        |  |  |                                                             |  |
|                                                           |                                  | Augusto del Palatinato-Sulzbach     | Filippo Luigi del Palatinato-Neuburg          |  |  |       |  |  |                                                        |  |  |                                                             |  |
|                                                           |                                  | Augusto del Palatinato-Sulzbach     | Anna di Jülich-Kleve-Berg                     |  |  |       |  |  |                                                        |  |  |                                                             |  |
| Sofia Augusta del Palatinato-Sulzbach                     |                                  | Augusto del Palatinato-Sulzbach     |                                               |  |  |       |  |  |                                                        |  |  |                                                             |  |
|                                                           |                                  | Edvige di Holstein-Gottorp          | Giovanni Adolfo di Holstein-Gottorp           |  |  |       |  |  |                                                        |  |  |                                                             |  |
|                                                           |                                  | Edvige di Holstein-Gottorp          | Giovanni Adolfo di Holstein-Gottorp           |  |  |       |  |  |                                                        |  |  |                                                             |  |
|                                                           |                                  | Edvige di Holstein-Gottorp          | Augusta di Danimarca                          |  |  |       |  |  |                                                        |  |  |                                                             |  |
| Eleonore von Lobkowicz                                    |                                  | Edvige di Holstein-Gottorp          |                                               |  |  |       |  |  |                                                        |  |  |                                                             |  |
|                                                           | Edoardo Fortunato di Baden-Baden | Cristoforo II di Baden-Rodemachern  |                                               |  |  |       |  |  |                                                        |  |  |                                                             |  |
|                                                           | Edoardo Fortunato di Baden-Baden | Cristoforo II di Baden-Rodemachern  |                                               |  |  |       |  |  |                                                        |  |  |                                                             |  |
|                                                           | Edoardo Fortunato di Baden-Baden | Cecilia Vasa                        |                                               |  |  |       |  |  |                                                        |  |  |                                                             |  |
| Guglielmo di Baden-Baden                                  | Edoardo Fortunato di Baden-Baden |                                     |                                               |  |  |       |  |  |                                                        |  |  |                                                             |  |
|                                                           |                                  | Maria van Eicken                    | Joost van Eycken                              |  |  |       |  |  |                                                        |  |  |                                                             |  |
|                                                           |                                  | Maria van Eicken                    | Joost van Eycken                              |  |  |       |  |  |                                                        |  |  |                                                             |  |
|                                                           |                                  | Maria van Eicken                    | Barbara van Mol                               |  |  |       |  |  |                                                        |  |  |                                                             |  |
| Maria Anna Guglielmina di Baden-Baden                     |                                  | Maria van Eicken                    |                                               |  |  |       |  |  |                                                        |  |  |                                                             |  |
|                                                           |                                  | Ernesto I di Oettingen-Baldern      | Guglielmo II di Oettingen-Wallerstein         |  |  |       |  |  |                                                        |  |  |                                                             |  |
|                                                           |                                  | Ernesto I di Oettingen-Baldern      | Guglielmo II di Oettingen-Wallerstein         |  |  |       |  |  |                                                        |  |  |                                                             |  |
|                                                           |                                  | Ernesto I di Oettingen-Baldern      | Giovanna di Hohenzollern                      |  |  |       |  |  |                                                        |  |  |                                                             |  |
| Maria Maddalena di Oettingen-Baldern                      |                                  | Ernesto I di Oettingen-Baldern      |                                               |  |  |       |  |  |                                                        |  |  |                                                             |  |
|                                                           |                                  | Caterina di Helfenstein-Wiesensteig | Rodolfo II di Helfenstein-Wiesensteig         |  |  |       |  |  |                                                        |  |  |                                                             |  |
|                                                           |                                  | Caterina di Helfenstein-Wiesensteig | Rodolfo II di Helfenstein-Wiesensteig         |  |  |       |  |  |                                                        |  |  |                                                             |  |
|                                                           |                                  | Caterina di Helfenstein-Wiesensteig | Anna von Staufen                              |  |  |       |  |  |                                                        |  |  |                                                             |  |
|                                                           |                                  | Caterina di Helfenstein-Wiesensteig |                                               |  |  |       |  |  |                                                        |  |  |                                                             |  |

## Trattamento
- 1682–1701: Principessa Eleonore di Lobkowicz
- 1701–03: La Principessa Ereditaria di Schwarzenberg
- 1703–32: La Principessa di Schwarzenberg
- 1732–41: La Principessa Madre di Schwarzenberg